# Виста (Калифорния)
Вижте пояснителната страница за други значения на Виста.
Виста (на английски: Vista) е град в окръг Сан Диего в щата Калифорния, САЩ. Виста е с население от 89 857 жители (2000) и обща площ от 48,40 км² (18,70 мили²). Виста получава статут на град на 29 януари 1963 г.

## Личности
- Боб Бърнкуист, скейтбордист